# Pseudophryne
Pseudophryne – rodzaj płazów bezogonowych z rodziny żółwinkowatych (Myobatrachidae).

## Zasięg występowania
Rodzaj obejmuje gatunki występujące w południowej i wschodniej Australii.

## Systematyka

### Etymologia
- Pseudophryne: gr. ψευδος pseudos „fałszywy”[7]; φρυνη phrunē, φρυνης phrunēs „ropucha”[8].
- Bufonella: łac. bufo, bufonis „ropucha”[9]; łac. przyrostek zdrabniający -ella[10]. Gatunek typowy: Bufonella crucifera Girard, 1853 (= Bombinator australis J.E. Gray, 1835).
- Kankanophryne: καγκανος kankanos „suchy”; φρυνη phrunē, φρυνης phrunēs „ropucha”[4]. Gatunek typowy: Pseudophryne occidentalis Parker, 1940.
- Gradwellia: Norman Alfred Gradwell, australijski herpetolog[5]. Gatunek typowy: Pseudophryne major Parker, 1940.

### Podział systematyczny
Do rodzaju należą następujące gatunki:
- Pseudophryne australis (Gray, 1835) – korobora jaskrawogłowa[11]
- Pseudophryne bibronii Günther, 1859
- Pseudophryne coriacea Keferstein, 1868
- Pseudophryne corroboree Moore, 1953
- Pseudophryne covacevichae Ingram & Corben, 1994
- Pseudophryne dendyi Lucas, 1892
- Pseudophryne douglasi Main, 1964
- Pseudophryne guentheri Boulenger, 1882
- Pseudophryne major Parker, 1940
- Pseudophryne occidentalis Parker, 1940
- Pseudophryne pengilleyi Wells & Wellington, 1985
- Pseudophryne raveni Ingram & Corben, 1994
- Pseudophryne robinsoni Donnellan, Mahony & Bertozzi, 2012
- Pseudophryne semimarmorata Lucas, 1892